# Bauernhof als Klassenzimmer
Bauernhof als Klassenzimmer ist eine Initiative des Hessischen Ministeriums für Umwelt, Energie, Landwirtschaft und Verbraucherschutz, des Hessischen Kultusministeriums und des Hessischen Bauernverbandes. Sie wurde im Jahr 2000 durch die drei Träger ins Leben gerufen. Ziel ist es, Kindern und Jugendlichen durch Besuche auf landwirtschaftlichen Betrieben in Hessen den Ursprung der Nahrungsmittel nah zu bringen und Kenntnisse über die Produktionsweise durch Erkundung, Beobachtung und Mitarbeit vor Ort zu vermitteln. Zielgruppen der Initiative sind vor allem Schulen (Grundschulen und Schulklassen der Sekundarstufe I und II), Kindergärten und Kindertagesstätten sowie Kinder- und Jugend-Freizeitgruppen. 
Die Initiative „Bauernhof als Klassenzimmer“ ist anerkannter Baustein zur Zertifizierung im Bereich „Ernährungs- und Verbraucherbildung“ und „Umwelterziehung/Ökologische Bildung“ im Programm „Schule & Gesundheit“ des Hessischen Kultusministeriums.

## Ablauf
Es besteht die Möglichkeit, halb- bis ganztägige Exkursionen durchzuführen oder eine ganze Woche auf einem Lernbauernhof zu verbringen. In dieser Erkundungswoche können die Kinder und Jugendlichen alle Stationen der Erzeugung und der Verarbeitung, aber auch der Zubereitung des täglichen Mittagessens kennenlernen.
Bei den Exkursionen erhalten die Kinder und Jugendlichen zunächst eine theoretische Einführung in die Zusammenhänge der Landwirtschaft und erfahren, wie die landwirtschaftliche Produktion von verschiedenen Faktoren wie beispielsweise dem Wetter, den politischen Rahmenbedingungen und der Preissituation auf den Agrarmärkten abhängig ist. Zudem sprechen sie mit den Landwirten über ihren Beruf und die Bedeutung des Berufes für die Gesellschaft. Die Kinder und Jugendlichen erkunden zudem den Hof und probieren die vor Ort erzeugten Produkte. Für die Exkursion besteht die Möglichkeit, Themenschwerpunkte festzulegen wie „Die Milch – vom Gras ins Glas“, „Vom Korn zum Brot“, „Obst und Gemüse – rundum gesund“, „Vom Apfel zum Most“, „Rinder, Schweine, Hühner, Schafe und Co.“.

## Ziele
Ziele der Initiative sind unter anderem die Darstellung der nachhaltigen Erzeugung von Lebensmitteln und die Verdeutlichung der Wichtigkeit der Landwirtschaft für die Gesellschaft. Zudem sollen Einblicke in das Berufsbild des Landwirts gegeben und die Kinder und Jugendlichen für einen verantwortungsvollen Umgang mit Tieren und Pflanzen sensibilisiert werden. Um die Initiative „Bauernhof als Klassenzimmer“ weiterzuentwickeln und gemeinsame Veranstaltungen und Aktionen zu planen, gibt es seit dem Jahr 2000 einen Zusammenschluss mehrerer Institutionen und Verbände. Mitglied in dem Koordinierungskreis sind das Hessische Ministeriums für Umwelt, Energie, Landwirtschaft und Verbraucherschutz, das Hessische Kultusministerium, der Hessische Bauernverband e. V., der Landesbetrieb Landwirtschaft Hessen, die Landesvereinigung für Milch und Milcherzeugnisse Hessen e. V., der Lernort Bauernhof Südhessen e. V., die Berufliche Schule des Wetteraukreises, der Hochtaunuskreis – Fachbereich Ländlicher Raum, der Wetteraukreis – Fachdienst Landwirtschaft, die Hessische Landjugend e. V., der Regionalbauernverband Starkenburg e. V. und das Staatliche Schulamt Marburg.

## Kooperationspartner – die Erkundungsbauernhöfe
Rund 150 landwirtschaftliche Betriebe nehmen in Hessen an der Initiative Bauernhof als Klassenzimmer teil. Eine Auflistung aller mitmachenden Betriebe, gegliedert nach Betriebschwerpunkten und Regionen, ist auf der Website der Initiative zu finden. Zudem gibt es 14 Schulbauernhöfe in Hessen. Schulbauernhöfe sind landwirtschaftliche Betriebe, die ihren Arbeitsschwerpunkt in der Bildungsarbeit sehen. Sie bieten auch mehrtägige Aufenthalte im Rahmen von Klassenfahrten an.